# Ясиновский (хутор)
Ясиновский — хутор в Куйбышевском районе Ростовской области. Входит в Кринично-Лугское сельское поселение.

## География
Расположен в бассейне реки Ясиновка в 11 км к востоку от села Куйбышево, в 65 км к северо-северо-востоку от Таганрога и в 80 км к северо-западу от Ростова-на-Дону. Находится в 6 км от границы с Украиной.
На юге вблизи хутора проходит автодорога Родионово-Несветайская — Куйбышево.

### Улицы
- ул. Гвардейская
- ул. Заречная
- ул. Октябрьская
- ул. Свободы

## История
При написании данной исторической справки в первую очередь использовались «Матеріалы кь исторіи заселенія Міусскаго (нынѣ Таганрогскаго округа)», изложенные в Сборниках Областного войска Донского статистического комитета Вып. 5 — 1905 г. (стр. 81-132), Вып. 6 — 1906 г. (стр. 131—154), Вып. 7 — 1907 г. (стр. 123—147) из Библиотечного фонда Донской Государственной Публичнной Библиотеки.
Заселение мест нынешнего Куйбышевского района, отвоеванных Петром I, началось в конце XVIII века. Село Куйбышево (первоначально Мартыновка, а затем Голодаевка), было основано в 1777 году полковником Дмитрием Мартыновым, получившим земли вдоль р. Миус от Екатерины II. Сегодняшний хутор Ясиновский как раз и нахотится на территории бывших земель полковника Д. Мартынова.
Поселенные итоги переписи 1926 года по Северо-Кавказскому краю: Каменно-Тузловский с/с, Ясиновский х. Общ. кол. хозяйств — 10, Мужчин — 29, Женщин — 34, Обоего пола — 63.
'Отрубной участок № 4 пос. Ясиновский Куйбышевский — Присвоено наименование хутор Ясиновский (июль 1961 г.). Ясиновский хут. Ясиновский Куйбышевский — Бывший пос. Отрубной участок 4-й, Отрубной участок 5-й (июль 1961 г.) — Передан в состав Матвеево-Курганского р-на (февраль 1963 г.).
Ясиновский хут. Ясиновский Куйбышевский — Бывший пос. Отрубной участок 4-й, Отрубной участок 5-й (июль 1961 г.) — Передан в состав Матвеево-Курганского р-на (февраль 1963 г.).

## Население
| 2010 |
| ---- |
| 162  |

## Социальная сфера
МОУ Ясиновская средняя общеобразовательная школа в хуторе Ясиновский предоставляет образовательные услуги учащимся, проживающим в селах Новая Надежда, Каменно-Тузловка, хуторах Кумшатский, Ясиновский, Обийко.